# Scott Fujita
Scott Anthony Fujita (Ventura, Kalifornia, 1979. április 28. –)  amerikai amerikaifutball-játékos, linebacker.
Eredetileg a Kansas City Chiefs draftolta 2002-ben, majd ezután 2005-ben egy évet töltött a Dallas Cowboys csapatánál, 2006-ban igazolta le a Saints. Egyetemi évei alatt a California Golden Bears csapatában játszott.